# غييرمو ألمادا
غييرمو ألمادا (بالإسبانية: Guillermo Almada)‏ هو لاعب كرة قدم ومدرب كرة قدم أوروغواياني في مركز الهجوم، ولد في 18 يونيو 1969 في مونتيفيديو في الأوروغواي. لعب مع أمريكا دي كالي وديفينسور سبورتينغ وريفر بليت وسانتوس لاغونا ومونتيفيديو واندررز ونادي أورورا ونادي أوهيجينس ونادي برشلونة ونادي راسينغ مونتيفيديو.

## وصلات خارجية
- غويلرمو ألمادا على موقع قاعدة بيانات كرة القدم.إي يو (الإنجليزية)
- غويلرمو ألمادا على موقع Soccerway.com (الإنجليزية)
- غويلرمو ألمادا على موقع عالم كرة القدم.نت (الإنجليزية)